# Brasilianska självständighetskriget
Brasilianska självständighetskriget utkämpades 1822-1823, och ledde till Brasiliens självständighet från Portugal.

## Slag

### Pernambuco
- Belägringen av Recife

### Piauí and Maranhão
- Belägringen av Jenipapo
- Belägringen av Caxias

### Grand Pará
- Belägringen av Belém

### Bahia
- Slaget vid Pirajá
- Slaget vid Itaparica
- 4 maj-slaget
- Belägringen av Salvador

### Cisplatina
- Belägringen av Montevideo (1823)